# Mueang Tak (huyện)
Mueang Tak (tiếng Thái: เมืองตาก) là huyện thủ phủ (Amphoe Mueang) thuộc tỉnh Tak, miền nam Thái Lan.

## Lịch sử
Trong thời kỳ Sukhothai, mueang Tak là thành phố biên thùy phía tây. Vị trí cũ của thành phố ở tambon Ko Taphao, nay là huyện Ban Tak. Sau đó vị trí trung tâm đã được dời đi. Một thành phố cổ khác có tên Ra-haeng.
Huyện Mueang Tak được thành lập năm 1886. Trụ sở đầu tiên của huyện dùng chung với trụ sở tỉnh Tak. Trụ sở huyện mới đã được xây dựng bên xa lộ Phahonyothin vào năm 1956. Tuy nhiên, trụ sở này bị thiêu rụi năm 1965, chính quyền phải chuyển đến nhà thuê Luang San Buranurak. Trụ sở mới được mở cửa năm 1967.

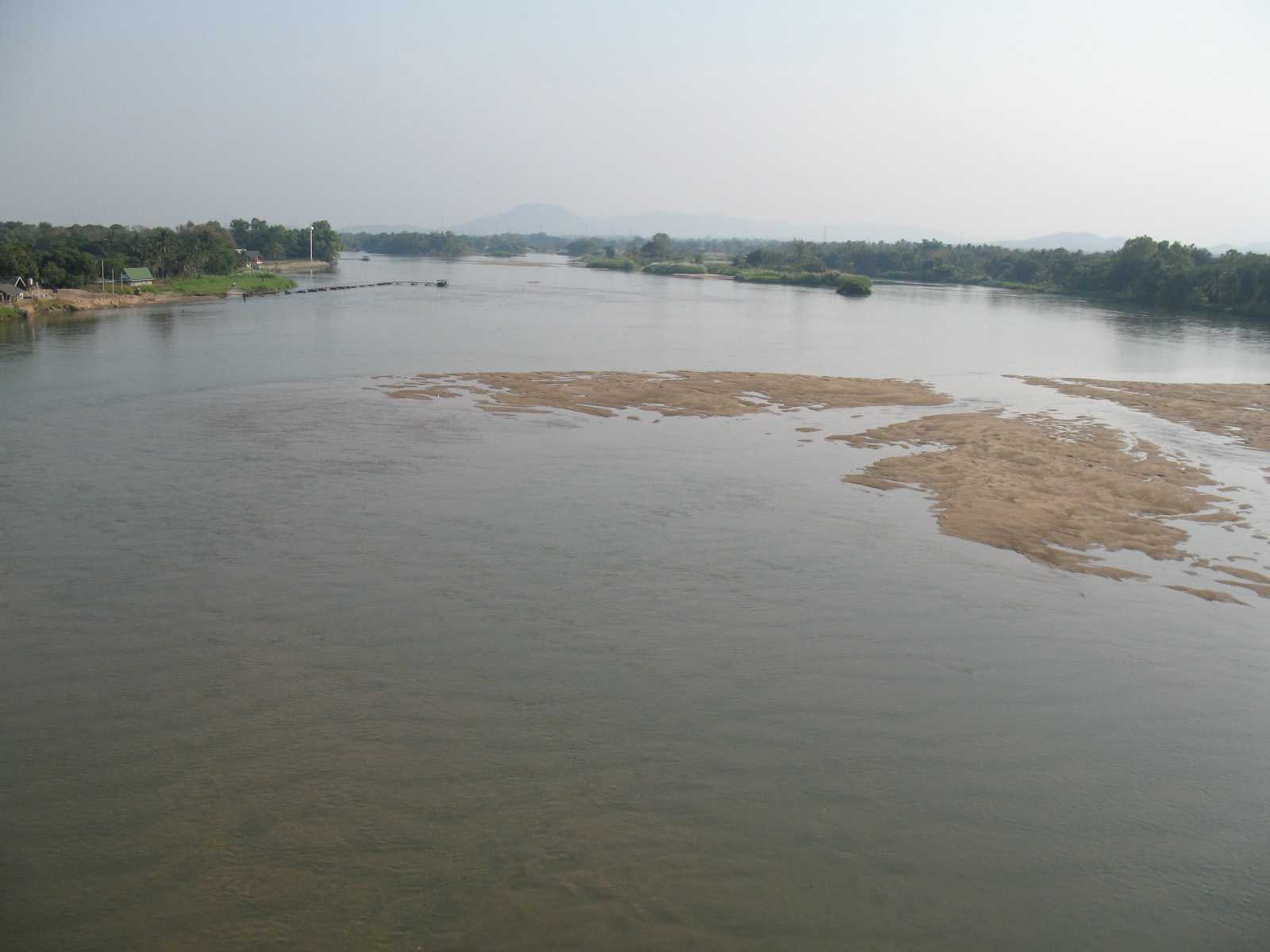
Sông Ping nhìn từ cầu Kittikachorn, huyện Mueang Tak

## Địa lý
Các huyện giáp ranh là (từ phía nam theo chiều kim đồng hồ): Wang Chao, Phop Phra, Mae Sot, Mae Ramat, Ban Tak thuộc tỉnh Tak, Ban Dan Lan Hoi thuộc tỉnh Sukhothai, Phran Kratai, Kosamphi Nakhon thuộc tỉnh Kamphaeng Phet.
Nguồn nước quan trọng của huyện là sông Ping. Huyện này có hai vườn quốc gia: Vườn quốc gia Lan Sang và Vườn quốc gia Taksin Maharat (một phần nằm ở huyện Mae Sot).

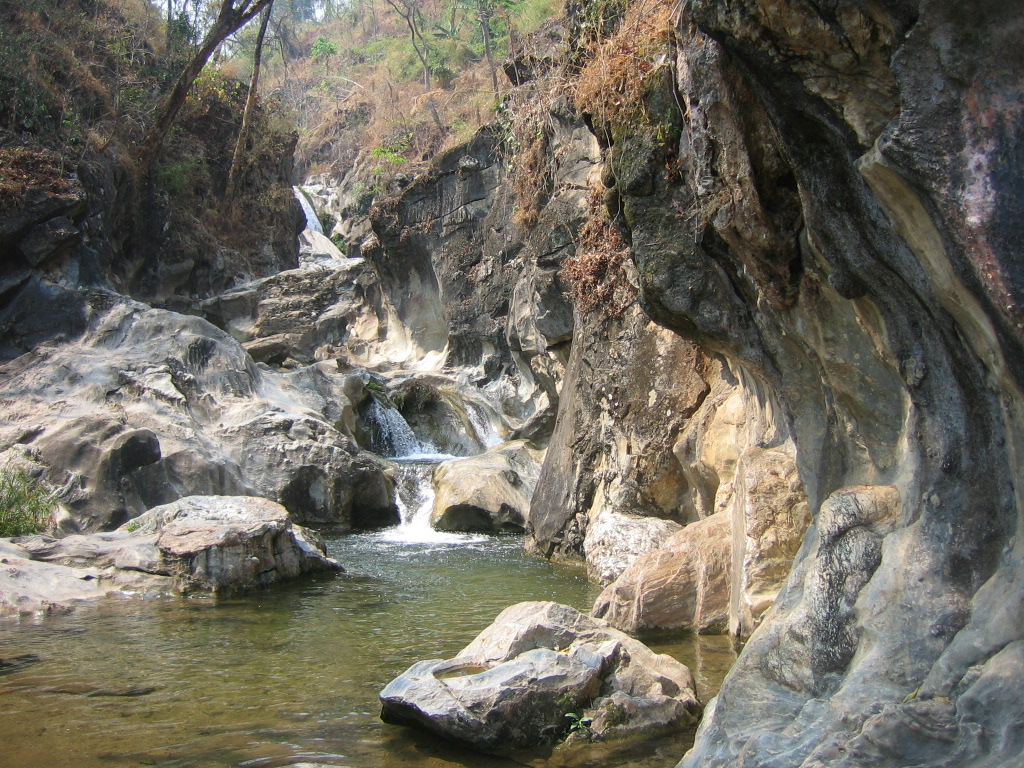
Thác nước Lan Sang ở Vườn quốc gia Lan Sang

## Hành chính
Huyện này được chia thành 14 phó huyện (tambon), các đơn vị này lại được chia ra thành 102 làng (muban). Thị xã (thesaban mueang) Tak covers  tambon Rahaeng, Nong Luang, Chiang Ngoen và Hua Diat, đô thị phó huyện (thesaban tambon) Mai Ngam nằm hoàn toàn trên tambon cùng tên. Có 9 Tổ chức hành chính tambon.
| STT. | Tên               | Thai       | Dân số |
| ---- | ----------------- | ---------- | ------ |
| 1.   | Rahaeng           | ระแหง      | 6.958  |
| 2.   | Nong Luang        | หนองหลวง   | 5.896  |
| 3.   | Chiang Ngoen      | เชียงเงิน    | 3.006  |
| 4.   | Hua Diat          | หัวเดียด     | 3.644  |
| 5.   | Nong Bua Nuea     | หนองบัวเหนือ | 4.652  |
| 6.   | Mai Ngam          | ไม้งาม      | 9.570  |
| 7.   | Pong Daeng        | โป่งแดง     | 8.936  |
| 8.   | Nam Ruem          | น้ำรึม       | 11.688 |
| 9.   | Wang Hin          | วังหิน       | 9.300  |
| 11.  | Mae Tho           | แม่ท้อ       | 8.069  |
| 12.  | Pa Mamuang        | ป่ามะม่วง    | 4.142  |
| 13.  | Nong Bua Tai      | หนองบัวใต้   | 6.072  |
| 14.  | Wang Prachop      | วังประจบ    | 12.231 |
| 15.  | Taluk Klang Thung | ตลุกกลางทุ่ง  | 4.329  |

Các số 10, 16 và 17 là tambon nay tạo thành huyện Wang Chao.